# Бадоєва Жанна Йосипівна
Жанна Йосипівна Бадоєва (нар. 18 березня 1976, Мажейкяй, Литовська РСР) — телеведуча, актриса, авторка передачі «Орел і решка». З 2015 року працює на російському телебаченні.
З 7 січня 2023 року перебуває під санкціями РНБО за антиукраїнську діяльність.

## Біографія
Народилася 18 березня 1976 року в місті Мажейкяй в Литві. Батьки — інженери. У дитинстві займалася танцями. Бабуся грала на піаніно, тому Жанна звикла чути музику в домі.
Батьки хотіли, щоб дочка навчалася на будівельному факультеті, тому вона вступила до будівельного інституту й успішно його закінчила. Та схильність до творчості привела її на режисерський факультет Інституту кіно і телебачення. Жанна хотіла вступити на акторський факультет, але запізнилася (не відповідала віковому цензу). Потім довго працювала в Інституті викладачем.
Її талант помітила Шаролапова Ніна Володимирівна. Жінка, педагог акторської майстерності, підтримувала юну телеведучу й допомагала удосконалювати її здібності. Пізніше Жанна працювала креативним продюсером на телебаченні і режисером-постановником на телепроєктах.
В 2019 році позбулася громадянства України.[джерело?]Також замовчує війну в Україні.
7 січня 2023 р. указом № 4/2023 президент В. Зеленський впровадив у дію рішення РНБО про запровадження санкцій проти 119 осіб, серед котрих значиться Ж. Бадоєва. Санкції запроваджені через відвідування окупованих Росією територій, участь у пропагандистських концертах, публічну підтримку війни і путінського режиму.

## Кар'єра
Була першою жінкою-резидентом у шоу Comedy Club.
У 2011 році разом з Аланом Бадоєвим була ведучою тревел-шоу «Орел і Решка»; За роки подорожей об'їздила багато країн, побачила світ. Пішла з проєкту в 2012 році. Причину такого вчинку пояснила втомою: жінка жила проєктом, жертвувала сім'єю, щороку 9 з 12 місяців подорожувала. Програма була сенсом її життя.
Після першого проєкту стала суддею на проєкті «МастерШеф». Цим її амбіції не обмежилися, почався новий проєкт — «Не зупиняй мене» на телеканалі Інтер. У своєму новому шоу працювала разом з Дмитром Коляденком.
Пізніше вела проєкт «Битва салонів» на телеканалі «П'ятниця!».
У 2015 році разом з Андрієм Бєдняковим, Лесею Нікітюк і Регіною Тодоренко знялася в кліпі Світлани Лободи «Пора домой».
Має свій власний бізнес — аудіо-відеосалон.

## Особисте життя
1-й чоловік — Ігор. За освітою чоловік був журналістом. Ігор уже був розлученим, у нього були син і дочка від першого шлюбу. У Жанни і Ігоря народився спільний син Борис
2-й чоловік — Алан Бадоєв (нар. 10 січня 1981 року), український режисер, кліпмейкер і продюсер. Прожили у шлюбі разом 9 років, розлучилися в середині серпня 2012 року. Діти від другого шлюбу — дочка Лоліта Бадоєва.
3-й чоловік — Василь Мельничин, бізнесмен. Проживає і працює в Італії.

## Санкції
6 січня 2023 року, через вторгнення Росії в Україну, внесена до санкційного списку України, передбачено блокування активів на території країни, припинення виконання економічних і фінансових зобов'язань, припинення культурних обмінів і співробітництва, позбавлення українських держнагород.

## Роботи на телебаченні
- 2010—2012, 2015, 2016 — Орел і решка (Пятница!, Інтер)
- 2012 — МастерШеф (СТБ)
- 2014 — Не зупиняй мене
- 2015—2016 — Битва салонів
- 2015—2016 — #ЖаннаПожени
- 2016 — Еда я люблю тебя (Пятница!)
- 2016 — Опасные гастроли
- 2017 — #ЖаннаПомоги
- 2019 — Життя інших/Інше життя (Перший канал/Інтер)